# Paul Werth
Paul Werth (* 1. April 1912 in Soest, Westfalen; † 6. Oktober 1977 ebenda) war ein deutscher Maler und Grafiker der informellen Kunst.

## Leben
Paul Werth entdeckte bereits in seiner frühen Kindheit seine Leidenschaft für das Zeichnen, wofür er eine außerordentliche Begabung besaß.
Er wurde nach einer Lehre zum Anstreicher und Lackierer und der anschließenden Tätigkeit in diesem Beruf 1940 zum Wehrdienst eingezogen. Zum Ende des Zweiten Weltkriegs war er für zwei Jahre in amerikanischer Kriegsgefangenschaft, wo er Ernst-Wilhelm Haverland aus Soest begegnete, mit dem ihn dann eine lebenslange Freundschaft verband.
1946 kehrte er nach Soest zurück und fand eine Bleibe im Hause des Freundes Haverland am Markt. Die Begegnung mit anderen Künstlern, die ihn in die Technik der Ölmalerei einführten, weckte seine Leidenschaft für die Malerei. Er beschritt einen mühevollen autodidaktischen Weg, fernab von einer akademischen Ausbildung.
Die Familie Haverland unterstützte ihn zu allen Zeiten und ermöglichte ihm so die Tätigkeit als freischaffender Künstler.
Ein Stipendium ermöglichte ihm mehrere Aufenthalte in Italien, die sein anschließendes künstlerisches Schaffen maßgeblich prägten.
Anfang der 1950er Jahre begann er, sich auch der informellen Kunst zu widmen. Im selben Zeitraum trat er der Münsteraner Künstlervereinigung „Die Schanze“ bei, mit der er dann auch in einer Sonderausstellung einige seiner Arbeiten präsentierte.
Paul Werth starb 1977 im Alter von 65 Jahren und erlebte so die schon vor seinem Tod geplante Ausstellung seines Werkes im Soester Wilhelm-Morgner-Haus im Winter desselben Jahres nicht mehr mit, die dann als eine Gedächtnis-Ausstellung gestaltet wurde.

## Werk
Die ersten gemalten Werke von Paul Werth lassen sich dem gemäßigten Realismus zuordnen, meist in dunklen Tönen gehalten und eine gedeckte Stimmung vermittelnd. Auch die Landschaften, die in Erinnerung an seinen Kriegsaufenthalt in Italien entstanden, sind von dieser dunklen Stimmung geprägt. Die späteren Italien-Aufenthalte nach seinem Stipendium brachten die entscheidende Wende: Die Bilder wurden heller und freundlicher und wandelten sich in der Darstellung vom Gegenständlichen zum Abstrakten. In den 1950er Jahren konnte er dann zur reinen Farblichkeit durchdringen.
Die Malerei war sein Hauptmedium; den Zeichnungen schenkte Paul Werth kaum Beachtung. Viele seiner Zeichnungen und Skizzenbücher verschenkte er, so dass davon vieles als verloren gilt.
Sein Werk wird auf insgesamt 2.500–3.000 Arbeiten geschätzt.